# Jevgeni Petrov (auteur)
Jevgeni Petrov (Russisch: Евгений Петров) (Odessa, 13 december 1903 - 2 juli 1942) was een Russisch schrijver in de jaren '20 en '30, die samenwerkte met Ilja Ilf.
Jevgeni Petrov, pseudoniem voor Jevgeni Petrovitsj Katajev (Russisch: Евгений Петрович Катаев), was de zoon van een Russische geschiedenisleraar en een Oekraïense moeder. Hij voltooide in 1920 het gymnasium in Odessa. In 1920 werd hij correspondent en verslaggever voor de Oekraïense Telegraafmaatschappij. Hij werkte verder in Odessa nog als detective bij de lokale politie. Aanvankelijk had hij weinig ambities om schrijver te worden, maar zijn broer, de schrijver en journalist Valentin Katajev moedigde hem aan om korte verhalen te gaan schrijven.
Valentin vertrok in 1922 naar Moskou om daar bij het tijdschrift Goedok te gaan werken. In 1923 volgde Jevgeni zijn broer om eveneens te gaan schrijven voor Goedok waar hij Ilja Arnoldovitsj Fajnzilberg, beter bekend onder het pseudoniem Ilja Ilf ontmoette. Ilja Ilf en Jevgeni Petrov begonnen samen te werken en publiceerden in 1928 hun boek De Twaalf Stoelen dat een van de meest succesvolle boeken uit de Russische literaire geschiedenis werd. Vanaf dat tijdstip zijn de twee schrijvers bekend onder de naam van het duo Ilf en Petrov.
Petrov trouwde in 1929. Vanaf 1932 schreef hij artikelen voor de Pravda en de Krokodil.
Samen met Ilja Ilf reisde hij in 1933 en 1934 door Europa. In 1935 en 1936 trokken ze door de Verenigde Staten, hetgeen resulteerde in een nieuw boek, getiteld Одноэтажная Америка dat in het Nederlands is vertaald als Amerika Éénhoog.
Toen Ilja Ilf in 1937 stierf aan tuberculose die hij in Amerika had opgelopen betekende dit een grote klap in het leven van Jevgeni Petrov. Petrov gaf daarna nog een verzameling uit van aantekeningen van Ilja Ilf (1937- 1938). In 1940 voegde hij zich bij de communistische partij en werd hoofdredacteur en uitgever van het blad Ogonjok. Toen de Grote Vaderlandse Oorlog begon, werd hij oorlogsverslaggever. Hij kwam om het leven toen het vliegtuig waarmee hij reisde neerstortte boven Sebastopol. Zijn lichaam werd nooit teruggevonden.

## Publicaties van Petrov in Nederlandse vertaling
- Ilf & Petrow: De twaalf stoelen (Humoristische roman) (Vert.: Siegfried van Praag). Amsterdam, Meulenhoff, 1931. (2e druk: Utrecht, Het Spectrum, 1953)
- Ilja Ilf & Jevgeni Petrov: De twaalf stoelen (Vert.: Frans Stapert). Amsterdam, MBondi / Galerie Onrust, 1993. ISBN 90-801544-1-5 (2e druk 1997 als Ooievaar Pocket, ISBN 90-5713-180-3). 2e (ie. 3e) druk Amsterdam, Bondi/ Pegasus, ISBN 90-801544-1-5
- Ilja Ilf & Jevgeni Petrov: De twaalf stoelen en Het gouden kalf (Vert. Arie van der Ent). Amsterdam, Wereldbibliotheek, 1994. ISBN 90-284-1684-6

(herdruk De twaalf stoelen in 2006 als Rainbow Pocket 831, ISBN 90-417-0630-5;
herdruk Het gouden kalf in 2006 als Rainbow Pocket 832, ISBN 90-417-0631-3)
- Ilja Ilf en Jevgeni Petrov: Het gouden kalf (Vert.: Frans Stapert) Amsterdam, Bondi/Galerie Onrust, 1994. ISBN 90-801544-2-3
- Ilja Ilf en Jevgeni Petrov: Een gouden kalf (Vert.: Nico Rijnenberg). Groningen, Jason, 1994. ISBN 90-9007379-5
- Ilja Ilf en Eug. Petrow: Een millionair in Sovjet-Rusland (=Het gouden kalf) (Vert. G.H. van Balen en J. Feitsma). Amsterdam, 1993.
- Ilja Ilf & Jevgeni Petrov: Jubelpakket (Vert.: Arie van der Ent) Leiden, Pers no. 14, 1996. Geen ISBN
- Ilja Ilf & Jevgeni Petrov: Amerika eenhoog (Vert.: Paul Janse). Amsterdam, Wereldbibliotheek, 2001. ISBN 90-284-1917-9
- Ilja Ilf & Jevgeni Petrov: De blauwe duivel (drie novellen) (Vert.: Frans Stapert). Amsterdam, MBondi, 1995. ISBN 90-801544-3-1

- Bibsys: 90257572
- Biblioteca Nacional de España: XX1117785
- Bibliothèque nationale de France: cb11919449p (data)
- Catàleg d'autoritats de noms i títols de Catalunya: 981058515426006706
- CiNii: DA0337683X
- Gemeinsame Normdatei: 118740393
- International Standard Name Identifier: 0000 0001 2138 6318
- Library of Congress Control Number: n84168667
- Nationale Bibliotheek van Letland: 000034593
- Bibliotheek van het Japanse parlement: 00452642
- Nationale Bibliotheek van Tsjechië: jn20000710470
- Nationale bibliotheek van Australië: 35419681
- Nationale Bibliotheek van Israël: 987007298339305171
- Nationale en Universitaire bibliotheek Zagreb: 000059790
- Nederlandse Thesaurus van Auteursnamen: 071000763
- Réseau des bibliothèques de Suisse occidentale: 02-A000129805
- Russische Staatsbibliotheek: 000083675
- Istituto Centrale per il Catalogo Unico: CFIV087243
- LIBRIS: 83520
- Système universitaire de documentation: 027069141
- Trove: 946251
- Virtual International Authority File: 71396114
- WorldCat: E39PBJghvGqWxWDYcBQpYtbfMP

1. ↑  Gemeinsame Normdatei; geraadpleegd op: 15 december 2014.